# 施介街道
施介街道，是中华人民共和国内蒙古自治区通辽市科尔沁区下辖的一个乡镇级行政单位。

## 沿革
1914年，军阀吴俊生、马龙潭、傅明哲、冯凌阁等修建街基，称为小街基。1960年6月，以施介的名字命名为施介人民公社。1980年9月，人民公社撤销，组建施介街道。

## 行政区划
施介街道下辖以下地区：
辽河社区、宾馆社区、希望社区、平安西社区、环卫社区、平安社区、博艺社区和平安南社区。